# Tamás Jung
Tamás Jung (slovensko: Tomaž Jung; nemško Thomas Jung) je bil madžarski rimskokatoliški duhovnik, in banatski (zrenjaninski/bečkereški) škof kot apostolski upravitelj; * 10. december 1911 Skorenovac (Donavska banovina, Jugoslavija) † 5. december 1992 Zrenjanin (Vojvodina, Srbija).

## Življenjepis
Osnovnošolsko izobrazbo je končal v rojstni vasi Skorenovcu na jugovzodnem delu Banata, od koder je odšel v Veliki Bečkerek, kjer je maturiral kot dijak internata Engel 1931. Teološki študij je končal v Nemčiji na jezuitski filozofsko-teološki visoki šoli sv. Jurija v Frankfurtu. V duhovnika ga je posvetil v Velikem Bečkereku 12. julija 1936 beograjski nadškof in apostolski upravitelj frančiškan Rafael Rodič OFM.
Najprej je bil Jung kaplan v Vršcu, nato župnik v Jazovem na severu apostolske uprave; od tam je bil premeščen v Novo Miloševo (Beodro), kjer je opravljal duhovniško službo do srede Druge svetovne vojne. 1943 je postal po smrti prvega (od 1899) tamkajšnjega župnika Šoka njegov naslednik v Mužlji, kjer  je kot mlad in prijazen duhovnik postal zelo priljubljen in med drugim spodbujal rast duhovnih poklicev. Takrat sta odšla v semenišče in končala uspešno bogoslovje Ferenc Borbély in József Csordás, ki sta postala ne le duhovnika in župnika, ampak sta oba opravljala vse do smrti tudi dekanstvo: prvi v Jermenovcih, drugi pa v Tobi.
Že po kratkem času (1949) je kot župnik prišel v Veliki Bečkerek, kjer je sčasoma tudi on napredoval do dekana. 

### Škof
Pavel VI. ga je 23. decembra 1971 imenoval za naslovnega škofa numidijskega Castellana in apostolskega upravitelja jugoslovanskega dela Banata. 
13. februarja  1972 je prejel škofovsko posvečenje v Zrenjaninu (Bečkereku). Glavni posvečevalec je bil naslovni škof in apostolski nuncij v Jugoslaviji Mario Cagna; soposvečevalci pa so bili: 
1. beograjski nadškof Gabrijel Bukatko,
2. subotiški škof Matiša Zvekanović ter
3. segedinski škof József Udvardy.[6]

Za škofovsko geslo si je izbral besede, ki značilno izražajo vsebino njegovega duhovniškega delovanja, da hoče biti blizu vernikom: 
„Conformis in Christo gregi” (madžarsko Krisztusban eggyéforrva a nyájjal; slovensko: Vzajemen s Kristusovo čredo).
Sveti sedež je medtem Apostolsko upravo Banata 16. decembra 1986 povzdignil v škofijo pod imenom Zrenjaninska (Bečkereška) škofija. Jung je že dopolnil 75 let in se je po navodilih Drugega vatikanskega koncila odpovedal škofovski službi; papež Janez Pavel II. bi mu morebiti podaljšal njegovo škofovanje, vendar so se že resno začeli kazati tudi znaki hude bolezni, ki se je spočetka kazala v pozabljivosti. Zato ni postal redni škof, ampak je novoosnovano škofijo vodil še naprej kot apostolski upravitelj od 16. decembra 1986. Iz navedenih razlogov pa se je dokončno odpovedal vodenju škofije 7. januarja 1988.
Prvi redni škof je postal torej László Huzsvár, ki bil do tedaj urednik mesečnika Hitélet ter župnik in dekan v Novem Sadu. Škofovsko posvečenje je prejel 14. februarja 1988 v Zrenjaninu (Bečkereku). Kot zanimivost omenimo - kar potrjuje sodobna fotografija, da se je ob tej priložnosti na nebotičniku z imenom „Vodostolp“  blestel napis zvestobe Titu: "Druže Tito, mi ti se kunemo, da sa tvoga puta ne skrenemo". Ta in podoben napis kulta osebnosti "Tito" na občinski stavbi sta izginila že 5. oktobra istega leta, in sicer z Miloševičevo jogurtno revolucijo, ki je bila uvod v Tretjo balkansko vojno. Pometla je ne le s skoraj božjim čaščenjem Tita, ampak tudi z vojvodinsko avtonomijo.

### Bolezen in smrt
Po več let trajajoči in napredujoči hudi demenci – ko mu je stregla z vso skrbno pozornostjo lekarnarka in pesnica Márta Lukáts ter drugo pri Karitasu zaposleno osebje, je umrl 5. decembra 1992 v Zrenjaninu.
Ob veliki udeležbi duhovnikov in vernikov je 8. decembra 1992 vodil pogrebne obrede na Kalvariji njegov naslednik škof Ladislav Huzsvár. Pokopan je tik pod samo Kalvarijo, kjer je konec dokaj zanemarjenih postaj Križevega pota; to pokopališče si je mesto prisvojilo in ga še ni vrnilo Cerkvi. Vračanje je sicer določeno z veljavno zakonodajo, brezpogojno in brez odškodnine; vendar v resnici poteka počasi na splošno, glede na Katoliško Cerkev pa še počasneje in z velikimi zapleti: morajo drago plačati odvetnike, ki pa na splošno zadevo bolj zavlačujejo kot rešujejo..

### Pesnik
Jung je bil tudi pesnik, ki je občasno pisal lepo tekoče klasične pesmi ter izdal knjižico Biborló versek s pesmimi z versko vsebino.